# Мордвинова, Марья Павловна
Ма́рья Па́вловна Мордви́нова (1846—1882) — российский медик, военный врач и поэтесса; участница Русско-турецкой войны 1877—1878 гг.

## Биография
Марья Мордвинова происходила из дворян, родилась в 1846 году в семье Павла Ивановича Мордвинова (1806—1868) и Анны Владимировны (урождённой княжны Урусовой). Сестра сенатора гражданского кассационного департамента и тайного советника Владимира Павловича Мордвинова; Пелагеи Павловны Бельковской (1839—?) и Анастасии Павловны Христианович (1844—1864) и Анна Павловны (1842—1844).
Ещё до окончания Санкт-Петербургских высших женских медицинских курсов Марья Павловна Мордвинова отправилась на театр военных действий Русско-турецкой войны 1877—1878 гг., где прославилась своей самоотверженной деятельностью по спасению и лечению раненых бойцов Русской императорской армии. 
По возвращении в Россию, М. М. Мордвинова посвятила себя лечению неимущего страждущего населения и умерла в 1882 году, заразившись дифтерией. 
Марья Павловна Мордвинова писала стихотворения, не предназначавшиеся для печати, но одно из них, «На родине», было напечатано в брошюре Н. И. Познякова «Врач М. П. Мордвинова» (СПб., 1883).